# Grand Prix moto des États-Unis 2009
Le Grand Prix moto des États-Unis 2009 est la onzième manche du championnat du monde de vitesse moto 2009. La compétition s'est déroulée du 3 au 5 juillet 2009 sur le circuit de Laguna Seca devant plus de 46 679 spectateurs.
C'est la 16e édition du Grand Prix moto des États-Unis et la 13e édition comptant pour les championnats du monde.
Seules les MotoGP ont participé à cette course.

## Résultat des MotoGP
| Pos. | No | Pilote           | Constructeur | Tours | Temps              | Grille | Points |
| ---- | -- | ---------------- | ------------ | ----- | ------------------ | ------ | ------ |
| 1    | 3  | Daniel Pedrosa   | Honda        | 32    | 44 min 01 s 580    | 4      | 25     |
| 2    | 46 | Valentino Rossi  | Yamaha       | 32    | +0 s 344           | 2      | 20     |
| 3    | 99 | Jorge Lorenzo    | Yamaha       | 32    | +1 s 926           | 1      | 16     |
| 4    | 27 | Casey Stoner     | Ducati       | 32    | +12 s 432          | 3      | 13     |
| 5    | 69 | Nicky Hayden     | Ducati       | 32    | +21 s 663          | 8      | 11     |
| 6    | 24 | Toni Elías       | Honda        | 32    | +22 s 041          | 6      | 10     |
| 7    | 5  | Colin Edwards    | Yamaha       | 32    | +30 s 201          | 7      | 9      |
| 8    | 7  | Chris Vermeulen  | Suzuki       | 32    | +32 s 857          | 9      | 8      |
| 9    | 14 | Randy de Puniet  | Honda        | 32    | +40 s 325          | 14     | 7      |
| 10   | 33 | Marco Melandri   | Kawasaki     | 32    | +48 s 028          | 11     | 6      |
| 11   | 15 | Alex De Angelis  | Honda        | 32    | +48 s 810          | 12     | 5      |
| 12   | 88 | Niccolò Canepa   | Ducati       | 32    | +1 min 18 s 531    | 16     | 4      |
| Ab.  | 4  | Andrea Dovizioso | Honda        | 6     | Accident           | 5      |        |
| Ab.  | 59 | Sete Gibernau    | Ducati       | 6     | Accident           | 13     |        |
| Ab.  | 65 | Loris Capirossi  | Suzuki       | 3     | Accident           | 10     |        |
| Ab.  | 41 | Gábor Talmácsi   | Honda        | 3     | Accident           | 17     |        |
| DSQ  | 52 | James Toseland   | Yamaha       |       | Ignoré sa pénalité | 15     |        |